# Terminal Rodoviário Norte de Nova Friburgo
O Terminal Rodoviário Norte de Nova Friburgo é o terminal rodoviário de ônibus de Nova Friburgo, município da região serrana do estado do Rio de Janeiro.
Esta localizado na Praça Feliciano Costa no bairro de Duas Pedras.

## História
O Terminal Rodoviário Norte de Nova Friburgo foi inaugurado em 1995.

## Serviços
O terminal rodoviário conta com alguns serviços, lanchonetes, lojas de roupas, loja de artigos para pets, despachante, etc.

## Empresas
O terminal rodoviário conta com os serviços de empresas de transporte: Auto Viação 1001, Brasil e Viação Teresópolis.

## Críticas
Em 2015, o terminal rodoviário recebe críticas com relação à queda de faturamento.